# Jo Jorgensen
Jo Jorgensen (nascida em 1 de maio de 1957) é uma acadêmica e ativista política libertária americana. Jorgensen foi a candidata do Partido Libertário para o cargo de presidente dos Estados Unidos nas eleições de 2020. Anteriormente ela foi indicada a vice-presidente pelo partido nas eleições presidenciais dos EUA de 1996, na chapa de Harry Browne. Ela também foi indicada para concorrer ao cargo de congressista na Câmara dos Representantes pelo 4º distrito da Carolina do Sul em 1992, recebendo 4.286 votos, ou 2,2% dos votos.

## Juventude e carreira
Jorgensen nasceu em 1° de maio de 1957 em Libertyville, Illinois e foi criada na cidade vizinha, Grayslake. Ela foi aluna do Grayslake Central High School. Seus avós eram imigrantes dinamarqueses.
Jorgensen recebeu o título de bacharel em psicologia pela Universidade Baylor em 1979 e logo em seguida, em 1980, um mestrado em administração de empresas pela Universidade Metodista Meridional. Ela iniciou sua carreira profissional na IBM trabalhando com sistemas computacionais e saiu de lá para se tornar co-proprietária e presidente da Digitech, Inc. Em 2002, ela recebeu um Ph.D. em Psicologia Industrial e Organizacional pela Universidade Clemson.  Atualmente ela leciona em tempo integral, desde 2006, como professora sênior de Psicologia na Universidade Clemson.

## Histórico eleitoral

### Campanha para a Câmara dos Representantes dos EUA em 1992
O primeiro cargo para o qual Jorgensen concorreu foi nas eleições de 1992 para a Câmara dos Representantes dos Estados Unidos. Ela concorreu pelo Partido Libertário para representar o 4° distrito da Carolina do Sul, no noroeste do estado, contra a democrata Liz J. Patterson e o republicano Bob Inglis. Jorgensen ficou em terceiro lugar com 2,2% do total de votos.
| 4º Distrito Congressional da Carolina do Sul Resultado das Eleições de 1992 | 4º Distrito Congressional da Carolina do Sul Resultado das Eleições de 1992 | 4º Distrito Congressional da Carolina do Sul Resultado das Eleições de 1992 | 4º Distrito Congressional da Carolina do Sul Resultado das Eleições de 1992 |
| Partido                                                                     | Candidato                                                                   | Votos                                                                       | %                                                                           |
| --------------------------------------------------------------------------- | --------------------------------------------------------------------------- | --------------------------------------------------------------------------- | --------------------------------------------------------------------------- |
| Republicano                                                                 | Bob Inglis                                                                  | 99.879                                                                      | 50,3                                                                        |
| Democrata                                                                   | Liz J. Patterson                                                            | 94.182                                                                      | 47,5                                                                        |
| Libertário                                                                  | Jo Jorgensen                                                                | 4.286                                                                       | 2,2                                                                         |
| Margem de vitória                                                           | Margem de vitória                                                           | 5.697                                                                       | 2,8                                                                         |
| Comparecimento                                                              | Comparecimento                                                              | 198.410                                                                     |                                                                             |

### Campanha vice-presidencial de 1996
Na eleição presidencial de 1996, o Partido Libertário indicou Jorgensen para ser companheira de chapa de Harry Browne, que concorria ao cargo de presidente dos Estados Unidos. Jorgensen foi indicada na primeira votação com 92% dos votos. Ela participou de um debate vice-presidencial televisionado em todo o país pela C-SPAN em 22 de outubro, junto com Herbert Titus do Partido dos Contribuintes e Mike Tompkins do Partido da Lei Natural.
A chapa de Browne e Jorgensen esteve presente nas urnas de todos os cinquenta estados e em Washington D.C. e recebeu 485.759 votos no total. O resultado os colocou em quinto lugar com 0,5% dos votos. Na época, este foi o melhor desempenho do Partido Libertário desde 1980.

### Campanha presidencial de 2020
Em 13 de agosto de 2019, Jorgensen entrou com um processo na Comissão Eleitoral Federal (FEC) para concorrer à nomeação presidencial Libertária na eleição de 2020. Sua campanha foi lançada formalmente na convenção do Partido Libertário da Carolina do Sul em 2 de novembro de 2019, antes de participar do debate presidencial oficial do partido, que ocorreu no mesmo dia.
Nas primárias libertárias, Jorgensen ficou em segundo lugar no voto popular cumulativo, vencendo duas das 12 primárias.
Em 23 de maio de 2020, Jorgensen se tornou a candidata oficial do Partido Libertário à presidência, tornando-se a primeira mulher a ser indicada pelo partido e a única candidata mulher nas eleições presidenciais de 2020 com pouco mais de 51% dos votos na quarta votação. Spike Cohen foi nomeado vice-presidente de Jorgensen; Cohen se identifica como um anarquista. No mesmo dia, os apoiadores de Jorgensen reaproveitaram o slogan não oficial da campanha de 2016 de Hillary Clinton, "I'm With Her" (Eu estou com ela). O slogan ganhou destaque no Twitter naquela noite e chegou às manchetes nacionais. Ela ainda não registrou apoio significante nas pesquisas eleitorais.

## Posições políticas

### Saúde e seguridade social
Jorgensen apóia um sistema de saúde privado, que cobre diretamente os indivíduos por seus gastos e assim permita que os indivíduos mantenham todas as economias, o que ela acredita criar um incentivo maior para os provedores de saúde competirem atendendo à demanda do consumidor por serviços de baixo custo. Ela se opõe a um sistema universal de saúde pública, chamando-o de "desastroso". 
Jorgensen também apoia a substituição do sistema de seguridade social por contas individuais de aposentadoria. No debate final das primárias, o candidato Jacob Hornberger acusou Jorgensen de "apoiar um estado de bem-estar social por meio da Previdência Social e do Medicare "; Em resposta, Jorgensen chamou a Previdência Social de um "esquema Ponzi" e disse que, em seu primeiro dia de mandato, permitiria que os americanos desistissem do programa. No entanto, ela enfatizou a incapacidade constitucional de um presidente de encerrar unilateralmente o programa sem o apoio do Congresso, bem como a necessidade de o governo cumprir as obrigações já existentes com a Previdência Social.   De acordo com o plano de Jorgensen, qualquer pessoa poderia optar por sair da Previdência Social e investir 6,2% de seus impostos sobre os salários futuros em contas individuais que seriam utilizadas para fornecer renda após eles se aposentarem.

### Justiça criminal e política de drogas
Jorgensen se opõe ao confisco de bens civis, que permite que policiais confisquem bens e propriedades que eles suspeitem ter relação com algum crime e também se opõe à imunidade qualificada, dispositivo que protege os funcionários públicos de acusações caso eles violem os direitos de alguém, a menos que haja "direitos claramente estabelecidos" protegendo a vítima. Jorgensen se opõe à guerra contra as drogas e apoia a abolição das leis sobre drogas, prometendo perdoar todos os infratores não-violentos. Ela também pediu a desmilitarização da polícia.

### Política externa e defesa
Jorgensen se opõe a embargos, sanções econômicas e ajudas externas; ela apóia o não-intervencionismo, a neutralidade armada e a retirada das tropas americanas do exterior.

### Imigração, economia e comércio
Jorgensen é totalmente contrária a qualquer imposto sobre riqueza e, para ela, a pobreza é culpa do governo. Por isso, ela propõe a eliminação de políticas e regulamentações governamentais que, do seu ponto de vista, aumentam os custos de habitação, saúde e novos negócios. Ela apoia o corte de gastos do governo para reduzir impostos.
Jorgensen apoia a liberdade dos cidadãos americanos de viajar e fazer comércio e pede a eliminação de barreiras comerciais e tarifárias. Também apoia a revogação de cotas sobre o número de pessoas que podem entrar legalmente nos Estados Unidos para trabalhar, visitar ou residir. Em um debate presidencial libertário nas primárias, Jorgensen disse que pararia imediatamente a construção do muro da fronteira dos Estados Unidos com o México, proposto pelo presidente Donald Trump. Durante outro debate primário, ela culpou a cobertura da mídia pelo sentimento anti-imigração, pois esta seria desproporcional sobre crimes cometidos por imigrantes e argumentou que a imigração ajuda a economia e que a diversidade cultural é benéfica.

### COVID-19
Jorgensen caracterizou a resposta do governo dos EUA à pandemia COVID-19 como excessivamente burocrática e autoritária, chamando as restrições ao comportamento individual (como as ordens para ficar em casa) e os resgates corporativos "o maior ataque às nossas liberdades em nossa vida".

## Vida pessoal
Jorgensen é casada e tem duas filhas adultas e um neto.